# Ornithogalum sardienii
Ornithogalum sardienii ist eine Pflanzenart der Gattung Ornithogalum in der Familie der Spargelgewächse (Asparagaceae). Das Artepitheton sardienii  ehrt Tommy Sardien (* 1932), der lange Zeit Kurator für südafrikanische Sukkulenten am Kirstenbosch National Botanical Garden war.

## Beschreibung
Ornithogalum sardienii ist zwergig und wächst mit einzelnen oder gruppenbildenden, oberirdischen, kugelförmigen Zwiebeln mit einer Länge von 8 bis 20 Millimetern sowie einen Durchmesser von 5 bis 18 Millimetern. Die grauweißen, sukkulenten Zwiebelschuppen sind leicht durchscheinend. Die faserigen Wurzeln sind stielrund. Die immergrünen, aufsteigenden bis aufrecht ausgebreiteten, 20 bis 50 Laubblätter bilden eine dichte basale Rosette. Ihre linealisch-lanzettliche, grüne Blattspreite ist 15 bis 25 Millimeter lang und an der Basis 1 Millimeter breit. Auf ihr befinden sich bis zu sechs Reihen von weißen, durchscheinenden, abstehenden Wimpern. Die Blattspreite ist gekielt und im Querschnitt dreieckig. Die Blattoberseite ist flach, der Blattrand bewimpert. Die Blattunterseite ist in ihrem unteren Teil konvex. Die Blattspitze trägt ein gelblich grünes Spitzchen.
Die ein bis fünf aufrechten, rispigen, bis zu 30-blütigen Blütenstände erreichen eine Länge von 15 bis 24 Zentimeter. Die aufwärts weisenden Blüten erreichen einen Durchmesser von etwa 12 Millimeter. Die unteren Brakteen sind bis zu 3,5 Millimeter lang. Die oberen sind kleiner. Die Blüten stehen an bis zu 2 Zentimeter langen Blütenstielen. Die Blütenhülle ist sternförmig. Ihre weißen, stumpfen Perigonblätter sind 5 bis 6 Millimeter lang. Äußere Perigonblätter sind 2 Millimeter breit, innere 1,5 Millimeter. Die Staubblätter sind 3 bis 4 Millimeter lang. Die Staubfäden sind fadenförmig. Der 2 Millimeter lange Fruchtknoten ist verkehrt eiförmig ellipsoid bis kugelförmig und sechsrinnig. Entlang seines mittleren Teils sind hellgrüne Höcker vorhanden. Der aufrechte, sechsrinnige Griffel ist 2 Millimeter lang.
Die eiförmigen, 3,5 Millimeter langen Früchte enthalten birnenförmige, vieleckige Samen mit einer Länge von 0,5 Millimeter.

## Systematik und Verbreitung
Ornithogalum sardienii ist in der südafrikanischen Provinz Westkap in der Sukkulenten-Karoo verbreitet.
Die Erstbeschreibung durch Ernst Jacobus van Jaarsveld wurde 1994 veröffentlicht.
Ein nomenklatorisches Synonym ist Nicipe sardienii (van Jaarsv.) Mart.-Azorín, M.B.Crespo & Juan (2011).

## Nachweise